# 김동현 (격투기 선수)
김동현(金東炫, 1981년 11월 17일 ~ )은 대한민국의 종합격투기 선수이다. 현재 스피릿 MC와 DEEP을 거쳐 UFC에 한국인 최초로 진출하여 웰터급에서 활동하고 있다.

## 학력
- 1995년 한밭초등학교 졸업
- 1995년 3월 ~ 1996년 2월 대전삼천중학교 졸업
- 1996년 3월 ~ 1998년 2월 충남고등학교 졸업
- 1998년 3월 ~ 2000년 2월 용인대학교 유도학 학사
- 2000년 3월 ~ 2006년 2월 용인대학교 대학원 체육학 석사

## 생애
경기도 수원에서 태어나 초등학교 때 대전으로 이사해 대전삼천중학교-충남고등학교를 졸업했다.
원래 이름은 김봉 (金峰)이었으나 중학생 때 김동현으로 개명하였다.
중학생 때 유도를 시작해 유도 명문 용인대학교 유도학과에 입학했다. 2000년 해병대 894기로 입대해 현역으로 군 복무를 마쳤다. 그 후, 스피릿 MC에서 종합격투기 선수로 데뷔, 한 번의 아마룰 경기에서 최영에게 패하고 두 번의 프로 경기에서 모두 승리했다. 하지만, 2004년 경제적인 문제로 은퇴를 선언했다.
그러다 2006년 일본의 종합격투기 단체인 DEEP으로 종합격투기 무대에 복귀했고, 8번의 경기에서 7승 1무를 기록했다. 그중에는 웰터급 챔피언인 하세가와 히데히코와의 논타이틀 경기도 있었는데, 그와의 첫 경기에서 승리한 뒤 다음 대회에서 타이틀 경기를 가졌지만 무승부 판정이 나 타이틀을 획득하지는 못했다.
서울호서예술실용전문학교에서 교수직을 맡고있다.

### UFC
이후 김동현은 미국의 종합격투기 단체인 UFC와 4경기를 계약했다. 2008년 5월 24일에 열린 UFC 84 대회에서 잉글랜드의 제이슨 탄과 데뷔전을 가져 3라운드 팔꿈치 공격에 의한 TKO 승을 거두었다.
2008년 9월 7일 UFC 88에서 TUF 출신의 맷 브라운과의 경기에서 스플릿 판정승을 거두었다. 그리고 세 번째 경기인 UFC 94에서는 웰터급의 정상급 파이터인 카로 파리시안과 붙어서 원래는 스플릿 판정패를 당했지만 카로 파리시안이 경기에 금지된 진통제인 하이드로콘 및 다른 기타 물질을 섭취한 사실이 검사 결과에 의해 밝혀지면서 3월 17일에 카로 파리시안은 9개월간 출전 정지 조치가 취해졌고, 이 경기는 무효가 되었다.
UFC 100에서 TJ 그랜트에게 만장일치 판정승으로 승리한 다음, 2009년 11월 14일에 열릴 UFC 105에서 댄 하디와 대결하기로 결정되었으나, 나카무라 카즈히로와의 훈련 도중 입은 부상으로 인해 취소되었다.
2010년 5월 29일에 열린 UFC 114에서 얼티밋 파이터 시즌 7 우승자인 아미르 사돌라와 맞붙어 압도적인 레슬링 실력으로 30-27 만장일치 판정승을 거두었다. 이후 UFC 120에서 존 해서웨이와의 경기가 예상되었으나, 또다시 부상으로 취소되었다.
그리고 2011년 1월 2일, UFC 125에서 얼티밋 파이터 시즌 5 우승 출신의 강자, 네이트 디아즈를 맞아 전원일치 판정승을 거두었다.
이후 UFC와 4경기를 더 계약하였고, 2011년 7월 2일에 열렸던 UFC 132에서 WEC 챔피언 출신의 카를로스 콘딧과의 경기에서 1라운드 2분58초 만에 TKO 패해 동양인 최초 6연승 달성에 실패했다. 카를로스 콘딧에게 맞아 오른쪽 안와골절을 당했다.
2011년 12월 30일 UFC 141에서 캐나다의 션 피어슨을 꺾고, UFC 6승을 달성했지만, 2012년 7월 7일 브라질의 데미안 마이아와의 UFC 148 경기에서 불의의 갈비뼈 부상으로 1년 만에 또 다시 패배를 당하고 말았다.
UFC에서 2패를 당한 김동현은 처음으로 UFC의 넘버링 PPV대회가 아닌 한 단계 아래급인 UFC on Fuel TV 대회로 밀려난다. 그러나 2012년 11월 10일 UFC on Fuel TV 6에서 브라질의 파울로 티아고를, 2013년 3월 3일 UFC on Fuel TV 8에서 아프가니스탄의 시야르 바하두르자다를 모두 심판 전원일치 판정승으로 꺾으며 연승행진을 이어간다. 두 경기 모두 상대를 넘어뜨린 뒤 일어나지 못하도록 묶어 놓는 압박전술로 승리를 거두어 매미라는 별명이 부각되는 계기가 되었다.
2013년 9월 28일 UFC 아시아인 최다승자이자 김동현과 같은 그래플러 스타일의 파이터인 일본의 오카미 유신이 퇴출되자 UFC에서 살아남으려면 김동현도 매미로 상징되는 지루한 경기스타일을 바꿔야 되지 않냐는 의견이 대두되었고, 김동현 역시 위기감을 느낀다는 심정을 밝혔다.
2013년 10월 9일 브라질 상파울루에서 열린 UFC Fight Night 29에 출전한 김동현은 브라질의 에릭 시우바를 맞아 스탠딩자세에서 초반부터 거세게 몰아붙이는 종전과는 다른 전술을 들고 나와 눈길을 끌었다. 결국 2라운드 3분 1초를 남기고, 왼손 카운터 펀치를 작렬시키며 KO승을 거두었다. 이에 경기를 중계하던 성승헌캐스터는 "5년 묵은 스턴건이 터졌다."며 감탄했고, UFC의 대표인 데이나 화이트마저도 트위터에 "Wow! What a fucking fight!"라고 칭송을 보내 그간 다소 입지가 불안했던 김동현으로서는 격투기 인생에 다시 청신호가 켜지게 되었다.
2014년 3월 1일 UFC Fight Night MACAO 대회에서는 영국의 존 해서웨이를 상대로 3라운드에 백스핀 엘보에 의한 TKO로 승리했다. 이 승리는 경기 당일에는 오늘의 퍼포먼스에 뽑혔고, 2014년 UFC가 선정한 올해의 KO로 선정되었다.
2014년 8월 23일 UFC Fight Night MACAO 대회에서 타이론 우들리에게 1R에 KO로 패배했다.
2015년 5월 15일 UFC 187에서 조쉬 버크먼을 상대로 3R 암트라이앵글 초크에 의한 서브미션으로 승리했다.
2015년 11월 최초로 한국에서 열리는 UFC Fight Night SEOUL에서 조르지 마스비달과 경기할 예정이었으나 도미닉 워터스로 상대가 바뀌었다. 워터스를 상대로 1라운드 3분 11초만에 TKO로 승리했다.
2016년 12월 30일 UFC 207 대회에서 타렉 사피딘을 상대로 스플릿 판정승을 거두었다.
2017년 6월 17일 UFC Fight Night: Holm vs. Correia 대회에서 콜비 코빙톤에게 심판 만장일치 판정패를 당했다.

## 수상

### 종합격투기
- UFC
  - 오늘의 KO (한 번) vs. 에릭 실바
  - 오늘의 퍼포먼스 (한 번) vs. 존 해서웨이
  - 2014년 올해의 KO (한 번) vs. 존 해서웨이

### 레슬링
- 2013년 제7회 아부다비컴뱃클럽 한국선수권 88kg급 금메달[10]

### 연예
- 2018년 제6회 대한민국 예술문화인대상 - 스포츠테이너[11]
- 2019년 대한민국 퍼스트브랜드 대상 인물/문화 부문 - 스포츠테이너[12]
- 2020년 올해의 브랜드 대상 인물/문화 부문 - 스포츠테이너[13]
- 2020년 SBS 연예대상 쇼 버라이어티 부문 남자우수상

## 가족 관계
- 배우자 : 송하율
  - 자녀 : 아들: 김단우, 딸: 김연우, 김연서

## 특징
그는 3대에 걸쳐 얼굴이 동일하며 아버지 김길철, 본인 김동현, 아들 김단우가 모두 얼굴이 비슷하게 생겼다.

## 종합격투기 전적
| 프로 종합격투기 전적 | 프로 종합격투기 전적 | 프로 종합격투기 전적 | 프로 종합격투기 전적 | 프로 종합격투기 전적 | 프로 종합격투기 전적 | 프로 종합격투기 전적 | 프로 종합격투기 전적 |
| -------------------- | -------------------- | -------------------- | -------------------- | -------------------- | -------------------- | -------------------- | -------------------- |
| 28 시합              | (T)KO                | 항복                 | 판정                 | 실격                 | 그 밖                | 비김                 | 무효                 |
| 22 승                | 9                    | 2                    | 11                   | 0                    | 0                    | 1                    | 1                    |
| 4 패                 | 3                    | 0                    | 1                    | 0                    | 0                    | 1                    | 1                    |

| 승패 | 누적 전적  | 상대                | 승패 결정 방식               | 대회                                                | 개최 날짜        | 라운드 | 경기 시간 | 장소                       | 특이 사항                                              |
| ---- | ---------- | ------------------- | ---------------------------- | --------------------------------------------------- | ---------------- | ------ | --------- | -------------------------- | ------------------------------------------------------ |
| 패   | 22–4–1 (1) | 콜비 코빙톤         | 판정(전원일치)               | UFC Fight Night: Holm vs. Correia                   | 2017년 6월 17일  | 3      | 5:00      | 싱가포르 칼랑              |                                                        |
| 승   | 22–3–1 (1) | 타렉 사피딘         | 판정 (2:1)                   | UFC 207                                             | 2016년 12월 30일 | 3      | 5:00      | 미국 네바다주 라스베이거스 | UFC 13승                                               |
| 승   | 21–3–1 (1) | 도미닉 워터스       | TKO (펀치)                   | UFC Fight Night: Henderson vs. Masvidal             | 2015년 11월 28일 | 1      | 3:11      | 대한민국 서울              | UFC 12승                                               |
| 승   | 20–3–1 (1) | 조쉬 버크만         | 항복 (암 트라이앵글 초크)    | UFC 187                                             | 2015년 5월 23일  | 3      | 2:13      | 미국 네바다주 라스베이거스 | UFC 11승                                               |
| 패   | 19–3–1 (1) | 타이론 우들리       | TKO(펀치)                    | UFC Fight Night: Bisping vs. Le                     | 2014년 8월 23일  | 1      | 1:03      | 마카오 코타이 스트립       |                                                        |
| 승   | 19–2–1 (1) | 존 해서웨이         | KO(펀치)                     | The Ultimate Fighter China Finale: Kim vs. Hathaway | 2014년 3월 1일   | 3      | 1:02      | 마카오 코타이 스트립       | Performance of the Night, UFC 10승                     |
| 승   | 18–2–1 (1) | 에릭 시우바         | KO(펀치)                     | UFC Fight Night: Maia vs. Shields                   | 2013년 10월 9일  | 2      | 3:01      | 브라질 상파울루            | Knockout Of The Night, UFC 9승                         |
| 승   | 17–2–1 (1) | 시야르 바하두르자다 | 판정(전원일치)               | UFC on Fuel TV: Silva vs. Stann                     | 2013년 3월 3일   | 3      | 5:00      | 일본 사이타마              | UFC 8승                                                |
| 승   | 16–2–1 (1) | 파울로 티아고       | 판정(전원일치)               | UFC on Fuel TV: Franklin vs. Le                     | 2012년 11월 10일 | 3      | 5:00      | 마카오 코타이 스트립       | UFC 7승                                                |
| 패   | 15–2–1 (1) | 데미안 마이아       | TKO (근육 경련)              | UFC 148                                             | 2012년 7월 7일   | 1      | 0:47      | 미국 네바다주 라스베이거스 |                                                        |
| 승   | 15–1–1 (1) | 션 피어슨           | 판정(전원일치)               | UFC 141                                             | 2011년 12월 30일 | 3      | 5:00      | 미국 네바다주 라스베이거스 | UFC 6승                                                |
| 패   | 14–1–1 (1) | 카를로스 콘딧       | TKO(플라잉 니킥, 펀치)       | UFC 132: Cruz vs. Faber                             | 2011년 7월 2일   | 1      | 2:58      | 미국 네바다주 라스베이거스 |                                                        |
| 승   | 14–0–1 (1) | 네이트 디아즈       | 판정(전원일치)               | UFC 125: Resolution                                 | 2011년 1월 1일   | 3      | 5:00      | 미국 네바다주 라스베이거스 | UFC 5연승                                              |
| 승   | 13–0–1 (1) | 아미르 사돌라       | 판정(전원일치)               | UFC 114: Rampage vs. Evans                          | 2010년 5월 29일  | 3      | 5:00      | 미국 네바다주 라스베이거스 | UFC 4연승                                              |
| 승   | 12–0–1 (1) | TJ 그랜트           | 판정(전원일치)               | UFC 100: Lesnar vs Mir                              | 2009년 7월 11일  | 3      | 5:00      | 미국 네바다주 라스베이거스 | UFC 3연승                                              |
| 무효 | 11–0–1 (1) | 카로 파리시안       | 무효(뒤집힘)                 | UFC 94: St-Pierre vs. Penn 2                        | 2009년 1월 31일  | 3      | 5:00      | 미국 네바다주 라스베이거스 | 판정패였으나 파리시안의 금지된 약물 사용으로 무효 처리 |
| 승   | 11–0–1     | 맷 브라운           | 판정(엇갈림)                 | UFC 88                                              | 2008년 9월 6일   | 3      | 5:00      | 미국 조지아주 애틀란타     | UFC 2연승                                              |
| 승   | 10–0–1     | 제이슨 탄           | TKO(팔꿈치)                  | UFC 84: Ill Will                                    | 2008년 5월 24일  | 3      | 0:25      | 미국 네바다주 라스베이거스 | 한국인 최초 UFC 데뷔 및 첫 승                          |
| 승   | 9–0–1      | 하세가와 히데히코   | TKO(파운딩)                  | DEEP 32: Impact                                     | 2007년 10월 9일  | 3      | 4:57      | 일본 도쿄                  | DEEP 32 임팩트 (웰터급 타이틀전)                       |
| 비김 | 8–0-1      | 하세가와 히데히코   | 비김                         | DEEP 31: Impact                                     | 2007년 8월 5일   | 3      | 5:00      | 일본 도쿄                  |                                                        |
| 승   | 8–0        | 마에지마 유키하루   | KO(왼손 스트레이트)          | DEEP: CMA Festival 2                                | 2007년 7월 23일  | 1      | 0:11      | 일본 도쿄                  |                                                        |
| 승   | 7–0        | 고이케 히데노부     | KO(왼쪽 훅)                  | DEEP 28: Impact                                     | 2007년 2월 16일  | 2      | 4:33      | 일본 도쿄                  |                                                        |
| 승   | 6–0        | 안도 준             | KO(왼손 스트레이트)          | DEEP 27: Impact                                     | 2006년 12월 20일 | 2      | 0:44      | 일본 도쿄                  |                                                        |
| 승   | 5–0        | 구보타 고우세이     | TKO(왼쪽 무릎)               | DEEP 26: Impact                                     | 2006년 10월 10일 | 1      | 2:46      | 일본 도쿄                  |                                                        |
| 승   | 4–0        | 이와미야 도모요시   | 판정(전원일치)               | DEEP 25: Impact                                     | 2006년 8월 4일   | 2      | 5:00      | 일본 도쿄                  |                                                        |
| 승   | 3–0        | 다니무라 미츠노리   | 서브미션(리어 네이키드 초크) | DEEP: CMA Festival                                  | 2006년 5월 24일  | 1      | 4:28      | 일본 도쿄                  | 복귀전                                                 |
| 승   | 2–0        | 김형광              | 판정(전원일치)               | Spirit MC 5: 2004 GP 언리미티드                     | 2004년 9월 11일  | 3      | 5:00      | 대한민국 서울              | Spirit MC 5 이후 은퇴                                  |
| 승   | 1–0        | 노영암              | 판정(전원일치)               | Spirit MC 3: I Will Be Back!!!                      | 2004년 4월 10일  | 3      | 5:00      | 대한민국 서울              |                                                        |

| 아마추어 종합격투기 전적 | 아마추어 종합격투기 전적 | 아마추어 종합격투기 전적 | 아마추어 종합격투기 전적 | 아마추어 종합격투기 전적 | 아마추어 종합격투기 전적 | 아마추어 종합격투기 전적 | 아마추어 종합격투기 전적 |
| ------------------------ | ------------------------ | ------------------------ | ------------------------ | ------------------------ | ------------------------ | ------------------------ | ------------------------ |
| 1 시합                   | (T)KO                    | 항복                     | 판정                     | 실격                     | 그 밖                    | 비김                     | 무효                     |
| 0 승                     | 0                        | 0                        | 0                        | 0                        | 0                        | 0                        | 0                        |
| 1 패                     | 0                        | 0                        | 1                        | 0                        | 0                        | 0                        | 0                        |

| 승패 | 누적 전적 | 상대 | 승패 결정 방식  | 대회                    | 개최 날짜      | 라운드 | 경기 시간 | 장소          | 특이 사항                       |
| ---- | --------- | ---- | --------------- | ----------------------- | -------------- | ------ | --------- | ------------- | ------------------------------- |
| 패   | 0–1–0 (0) | 최영 | 판정 (전원일치) | Spirit MC Interleague 1 | 2004년 2월 7일 | 2      | 5:00      | 대한민국 서울 | 스피릿 MC 미들급 토너먼트 8강전 |

## 그 외 활동

### 책
| 출판       | 이름                       |
| ---------- | -------------------------- |
| 2014-07-24 | 《김동현의 멘탈수업》      |
| 2017-09-11 | 《김동현의 리얼 스트렝스》 |

### 드라마
| 연도 | 채널 | 이름                | 사건                         |
| ---- | ---- | ------------------- | ---------------------------- |
| 2012 | OCN  | 《뱀파이어 검사 2》 | E07 121021（특별출연）       |
| 2019 | KBS2 | 《회사 가기 싫어》  | 사장 비서（특별출연）        |
| 2020 | JTBC | 《18 어게인》       | 격투기 센터 관장（특별출연） |

### 영화
| 연도 | 제목              | 역할   | 비고     |
| ---- | ----------------- | ------ | -------- |
| 2018 | 돌아와요 부산항애 | 유관철 | 특별출연 |
| 2018 | 챔피언            | 셀럽들 | 특별출연 |
| 2018 | 종이 비행기       |        |          |

### 뮤직비디오
| 날짜       | 제목               | 가수명   | 앨범명                    |
| ---------- | ------------------ | -------- | ------------------------- |
| 2013-07-04 | 《Baby I'm Sorry》 | 마이네임 | 《MYNAME 1st Mini Album》 |

### 교양,예능
| 연도 | 채널         | 제목                                          | 사건                                                             |
| ---- | ------------ | --------------------------------------------- | ---------------------------------------------------------------- |
| 2010 | MBC          | 《공감토크쇼 놀러와》                         | E276 100104，E277 100111                                         |
| 2010 | KBS2         | 《출발드림팀 시즌 2》                         | E20 100307                                                       |
| 2012 | 채널A        | 《불멸의 국가대표》                           | E22 120428                                                       |
| 2012 | tvN          | 《롤러코스터》                                | E34 121104                                                       |
| 2012 | tvN          | 《SNL 코리아》                                | E11 121117                                                       |
| 2012 | tvN          | 《세 얼간이》                                 | E07 121118                                                       |
| 2012 | tvN          | 《백지연의 피플인사이드》                     | E79 121121                                                       |
| 2013 | KBS2         | 《출발드림팀 시즌 2》                         | E171 130217，E172 130224                                         |
| 2013 | MBC          | 《세상을 바꾸는 퀴즈》                        | E197 130406                                                      |
| 2013 | SBS          | 《도전 1000곡》                               | E247 130512                                                      |
| 2013 | KBS2         | 《맘마미아》                                  | E09 130609                                                       |
| 2013 | SBS          | 《런닝맨》                                    | E150 130616                                                      |
| 2013 | JTBC         | 《시트콩 로얄빌라》                           | E03 130729                                                       |
| 2013 | MBC          | 《황금어장 라디오스타》                       | E342 130828                                                      |
| 2013 | MBC          | 《스타 다이빙 쇼 스플래시》                   | E03 130906                                                       |
| 2013 | KBS2         | 《불후의 명곡 - 전설을 노래하다》             | E127 131116                                                      |
| 2013 | tvN          | 《렛츠고 시간탐험대》시즌1                    | E01 131221 ~ E09 140215                                          |
| 2013 | tvN          | 《코미디빅리그》시즌5                         | E13 131222                                                       |
| 2014 | KBS2         | 《슈퍼맨이 돌아왔다》                         | E20 140316                                                       |
| 2014 | MBC          | 《컬투의 어처구니》                           | E01 140410                                                       |
| 2014 | MBC          | 《연애고시》                                  | E01 140508                                                       |
| 2014 | tvN          | 《렛츠고 시간탐험대》시즌2                    | E01 140602 ~ E06 140707                                          |
| 2014 | KBS2         | 《해피투게더》                                | E349 140605                                                      |
| 2014 | XTM          | 《주먹 이 운다：Tokyo Express》               | E04 140615                                                       |
| 2014 | KBS2         | 《나는 남자다》                               | E06 140912                                                       |
| 2014 | MBC          | 《진짜 사나이》                               | E77 141026 ~ E78 141102，E82 141130 ~ E89 150118                 |
| 2015 | tvN          | 《눈치왕》                                    | E01 150103 ~ E02 150110                                          |
| 2015 | SBS          | 《런닝맨》                                    | E239 150322                                                      |
| 2015 | MBC Every 1  | 《천생연분 리턴즈》                           | E08 150508 ~ E10 150522                                          |
| 2015 | SBS          | 《정글의 법칙》in 니카라과                    | E178 150911 ~ E184 151023                                        |
| 2015 | KBS2         | 《1박 2일》                                   | E555 150913 ~ E557 150927                                        |
| 2015 | SBS          | 《더 레이서》                                 | E06 151003                                                       |
| 2015 | SBS          | 《동상이몽, 괜찮아 괜찮아》                   | E24 151003                                                       |
| 2015 | MBC          | 《마이 리틀 텔레비전》                        | MLT-17：E33 151212 ~ E34 151219，MLT-18：E35 151226 ~ E36 160102 |
| 2016 | KBS2         | 《슈퍼맨이 돌아왔다》                         | E112 160103                                                      |
| 2016 | tvN          | 《방송국의 시간을 팝니다》                    | E06 160114                                                       |
| 2016 | MBC          | 《나 혼자 산다》                              | E140 160115                                                      |
| 2016 | MBC          | 《위대한 유산》                               | E06 160114 ~ E13 160303                                          |
| 2016 | MBN          | 《오시면 좋으리》                             | E05 160203 ~ E06 160210                                          |
| 2016 | KBS2         | 《머슬퀸 프로젝트》                           | 160209                                                           |
| 2016 | MBC          | 《아이돌스타 육상 씨름 풋살 양궁 선수권대회》 | 160209                                                           |
| 2016 | MBC          | 《황금어장 라디오스타》                       | E466 160217                                                      |
| 2016 | XTM          | 《수컷의 방을 사수하라》시즌2                 | E01 160307 ~ E09 160531                                          |
| 2016 | KBS2         | 《슈퍼맨이 돌아왔다》                         | E121 160313 ~ E122 160320                                        |
| 2016 | MBC          | 《옆집의 CEO들》                              | E13 160318 ~ E15 160401                                          |
| 2016 | MBC          | 《마이 리틀 텔레비전》                        | MLT-23：E45 160319 ~ E46 160326                                  |
| 2016 | tvN          | 《렛츠고 시간탐험대》시즌3                    | E01 160427 ~ E09 160622                                          |
| 2016 | MBC          | 《나 혼자 산다》                              | E155 160429                                                      |
| 2016 | MBC          | 《나 혼자 산다》                              | E157 160513                                                      |
| 2016 | JTBC         | 《반달친구》                                  | E04 160514                                                       |
| 2016 | OtvN         | 《예림이네 만물트럭》                         | E16 160601 ~ E17 160608                                          |
| 2016 | SBS          | 《자기야 백년손님》                           | E330 160602 ~ E332                                               |
| 2016 | 채널A        | 《오늘부터 대학생》                           | E09 160611                                                       |
| 2016 | KBS2         | 《개그콘서트》                                | E850 160612                                                      |
| 2016 | SBS          | 《런닝맨》                                    | E305 160626                                                      |
| 2016 | 채널A        | 《개밥 주는 남자》                            | E29 160701                                                       |
| 2016 | E채널        | 《GO독한 사제들》                             | E05 160802 ~ E08 160823                                          |
| 2016 | SBS          | 《런닝맨》                                    | E317 160918                                                      |
| 2016 | MBC          | 《미래일기》                                  | E01 160929~ E02 161006                                           |
| 2016 | TV조선       | 《애정통일! 남남북녀 시즌 2》                 | E65 161007 ~ E75 161202                                          |
| 2016 | skyDrama     | 《The 건강한 Show 'IN&OUT'》                  | E06 161018                                                       |
| 2016 | MBC          | 《마이 리틀 텔레비전》                        | MLT-40：E79 161210 ~ E81 161224                                  |
| 2017 | SBS Mobidic  | 《양세형의 숏터뷰》                           | E38 170216 ~ E39 170221                                          |
| 2017 | SBS          | 《백종원의 3대 천왕》                         | E80 170408                                                       |
| 2017 | SBS          | 《추블리네가 떴다》                           |                                                                  |
| 2017 | TV조선       | 《매직 컨트롤》                               |                                                                  |
| 2017 | E채널        | 《너에게 나를 보낸다》                        |                                                                  |
| 2018 | MBC          | 《나 혼자 산다》                              |                                                                  |
| 2018 | tvN          | 《놀라운토요일 도레미마켓》                   | 고정출연(진행)                                                   |
| 2018 | tvN          | 《김무명을 찾아라 시즌 2》                    |                                                                  |
| 2018 | 채널A        | 《나만 믿고 따라와 도시어부 시즌1》           | E56 180927                                                       |
| 2018 | tvN          | 《대탈출》                                    | 고정출연                                                         |
| 2019 | tvN          | 《대탈출 시즌 2》                             | 고정출연                                                         |
| 2019 | tvN          | 《플레이어》                                  |                                                                  |
| 2019 | MBC          | 《생방송 행복드림 로또 6/45》                 | 게스트 869회                                                     |
| 2019 | JTBC         | 《찰떡콤비》                                  | E9 190811                                                        |
| 2019 | JTBC         | 《뭉쳐야찬다》                                | 고정출연                                                         |
| 2020 | Mnet         | 《내 안의 발라드》                            |                                                                  |
| 2020 | tvN          | 《대탈출 시즌 3》                             | 고정출연                                                         |
| 2020 | SBS          | 《집사부일체》                                | 고정출연 (3월 방송》                                             |
| 2021 | JTBC         | 《뭉쳐야 쏜다》                               |                                                                  |
| 2021 | MBC          | 《황금어장 라디오스타》                       | E711 210310                                                      |
| 2021 | E채널        | 《어머어머 웬일이니》                         | 고정출연                                                         |
| 2021 | TVN          | 《대탈출 시즌 4》                             | 고정출연                                                         |
| 2022 | MBC Every 1  | 《맘마미안》                                  | E6 220111                                                        |
| 2022 | TV조선       | 《국민가수 수련원》                           | 고정출연                                                         |
| 2022 | MBN          | 《국대는 국대다》                             | 고정출연                                                         |
| 2022 | 채널A        | 《강철부대》                                  | 고정출연                                                         |
| 2022 | SBS          | 《꼬리에 꼬리를 무는 그날 이야기》            | E20 220317                                                       |
| 2022 | KBS2         | 《슈퍼맨이 돌아왔다》                         | 고정출연                                                         |
| 2022 | SBS          | 《신발 벗고 돌싱포맨》                        | E38 220426                                                       |
| 2022 | tvN STORY    | 《벌거벗은 한국사》                           | 고정출연                                                         |
| 2022 | KBS2         | 《스포츠 골든벨》                             |                                                                  |
| 2023 | SBS          | 《순정파이터》                                | 고정출연                                                         |
| 2023 | SBS          | 《집사부일체2》                               | 고정출연                                                         |
| 2023 | MBC          | 《전지적 참견 시점》                          | 한해편 출연                                                      |
| 2023 | SBS          | 《런닝맨》                                    | E637 230115                                                      |
| 2023 | tvN          | 《내친나똑(내 친구들은 나보다 똑똑하다)》     | 고정출연                                                         |
| 2023 | 채널A        | 《천하제일장사 시즌2》                        | 고정출연                                                         |
| 2023 | JTBC         | 《패키지 말고 배낭여행 - 뭉뜬 리턴즈》        | 출연                                                             |
| 2023 | SBS          | 《강심장 리그》                               | 고정 패널                                                        |
| 2023 | SBS          | 《런닝맨》                                    | E656 230528                                                      |
| 2023 | SBS          | 《꼬리에 꼬리를 무는 그날 이야기》            | E88 230720                                                       |
| 2023 | 채널A        | 《나만 믿고 따라와 도시어부5》                | E1 230907 E2 230914                                              |
| 2023 | JTBC         | 《뭉쳐야찬다》                                | 고정 출연                                                        |
| 2023 | KBS2         | 《1박2일 시즌4》                              | 게스트                                                           |
| 2023 | SBS          | 《런닝맨》                                    | E686 231224                                                      |
| 2023 | KBS2         | 《개그콘서트》                                | E1057 231224                                                     |
| 2024 | SBS          | 《런닝맨》                                    | E687 240107, E689 240121, E693 240225                            |
| 2024 | 유튜브       | 《핑계고》                                    | E50 20240803, E 59 20241005                                      |
| 2024 | 유튜브       | 《달려라 석진》                               | E4 20249030, E5 20240910, E14, 20241217                          |
| 2024 | MBC 에브리원 | 《히든아이》                                  | 고정 출연                                                        |
| 2025 | 유튜브       | 《핑계고》                                    | E78 20250503                                                     |

### 광고
| 연도 | 브랜드                               |
| ---- | ------------------------------------ |
| 2010 | 《리복》 직텍                        |
| 2012 | 《지웨이》 마셔라                    |
| 2015 | 《롯데하이마트》 전국동시세일        |
| 2015 | 《리복》 UFC Fight Kit               |
| 2015 | 《리복》 핏페스트 2015               |
| 2016 | 《삼일제약》 티어실원스              |
| 2017 | 《매직덩크》 Double Catch            |
| 2017 | 《리복》 김동현도 러닝은 힘들다      |
| 2018 | 《엔씨소프트》 리니지M               |
| 2018 | 《정관장》케어나우                   |
| 2018 | 《정관장몰》                         |
| 2018 | 《식품의약품안전처》                 |
| 2019 | 《슈퍼셀》 브롤스타즈                |
| 2019 | 《디아지오》 윈저더블유              |
| 2019 | 《던킨도너츠》                       |
| 2019 | 《국민체육진흥공단》 마약중독 캠페인 |
| 2019 | 《넥슨》액스 리본                    |
| 2019 | 《란체스터 F&B》 싸움의고수          |
| 2020 | 《유주게임즈코리아》 그랑삼국        |
| 2021 | 《맥콜》                             |
| 2023 | 《식스밀》 다이어트 식단 도시락      |

### 홍보대사
- 2010년 리복 직텍 홍보대사
- 2012년 한국토요타 벤자 홍보대사
- 2013년 유카로오토모빌 홍보대사
- 2016년 부산진경찰서 4대 사회악 근절 홍보대사
- 2018년 부산광역시서핑협회 홍보대사
- 2019년 대전 방문의 해 홍보대사
- 2020년 동행모터스 홍보대사
- 2022년 대한민국은 부산해운대해수욕장에서 홍보대사 *8K 홍보영상

## 같이 보기
- 추성훈
- 정찬성
- 양동이